# 말레이시아 사회당

사회당(말레이어: Parti Sosialis Malaysia) 또는 사회주의당은 말레이시아의 사회주의 정당이다. 약칭인 PSM으로도 잘 알려져 있다. 비슷한 이념을 가진 인민당(PRM)으로부터 갈라져 나왔다. 1998년 창당되었으나, 연방정부로부터 합법 승인이 거부되어 불법 정당으로 낙인, 정상적인 활동을 하지 못했다. 실제 거부당한 이유는 국가 안보를 위협한다는 이유였다. 하지만 2008년 6월 내무부에 의해 합법 정당으로 승인되어 정상적인 활동이 가능해졌다.
2009년 11월 1일 페락주 숭아이 시풋 지역의 하원의원 마이클 제야쿠마르 데바라지가 인민정의당을 탈당하고 이 정당에 입당함으로써 사상 최초로 원내에 진입했다.

## 역사
말레이시아의 민중(대농장 노동자, 도시 빈민, 공장 노동자, 농민)들이 그들의 권리를 주장하고 지키기 위해 1998년 창당하였다. 1994년 수도 쿠알라룸푸르에서의 민중시위로 민중운동 경험을 익힌 말레이시아의 민중들은 사회주의 정당을 결성해야겠다는 생각을 하였다. 2년동안 준비하여 1998년 5월 1일 (노동절)에 말레이시아 사회당을 창당하였다. 헌법에서 정치의 자유를 존중하고 있음에도 ‘국가 안보에 위협’이 된다는 이유로 정당 설립을 허락받지 못했으나, 10년간 투쟁하여 2008년 6월 마침내 합법적인 정당으로 등록되었다. 인권을 침해하는 보안법에 맞서 투쟁하는 것은 물론이고, 공기업 특히 민중의 건강과 밀접한 관련이 있는 병원의 민영화 반대 투쟁을 하고 있다. 덕분에 보안법 위반자들을 2년간 수용하던 수용소에 갇혔던 사람들이 석방되었다.

## 조직

### 중앙당과 지역별 단체
말레이시아 사회당은 중앙당이 있으며, 지역별로 지구당이나 민중단체가 있다. 민중단체는 사회당에 속해 있으므로, 민중단체가 있는 지역에는 당연히 지구당을 설립하지 않는다.

### 선거참여
사회당은 당 지지율이 꾸준히 자란 덕분에, 2008년 연방 국회와 지방 의회 선거 때 패락과 셀란고 선거구에서 각각 한 명씩 당선되었다.

### 당원교육
사회당 당원들은 한달에 1분과씩, 13개월간 13개의 교육을 받는다. 교육 내용은 마르크스, 레닌의 사상과 사회주의 사상가들, 국내/해외 혁명사, 여성해방, 소수 민족의 인권 등으로 짜여 있다. 교육 기간 동안 다양한 대중 활동과 조직 사업에도 참여한다.

## 같이 보기
- 말레이시아의 정당
- 말레이시아의 정치